# Lage Midden

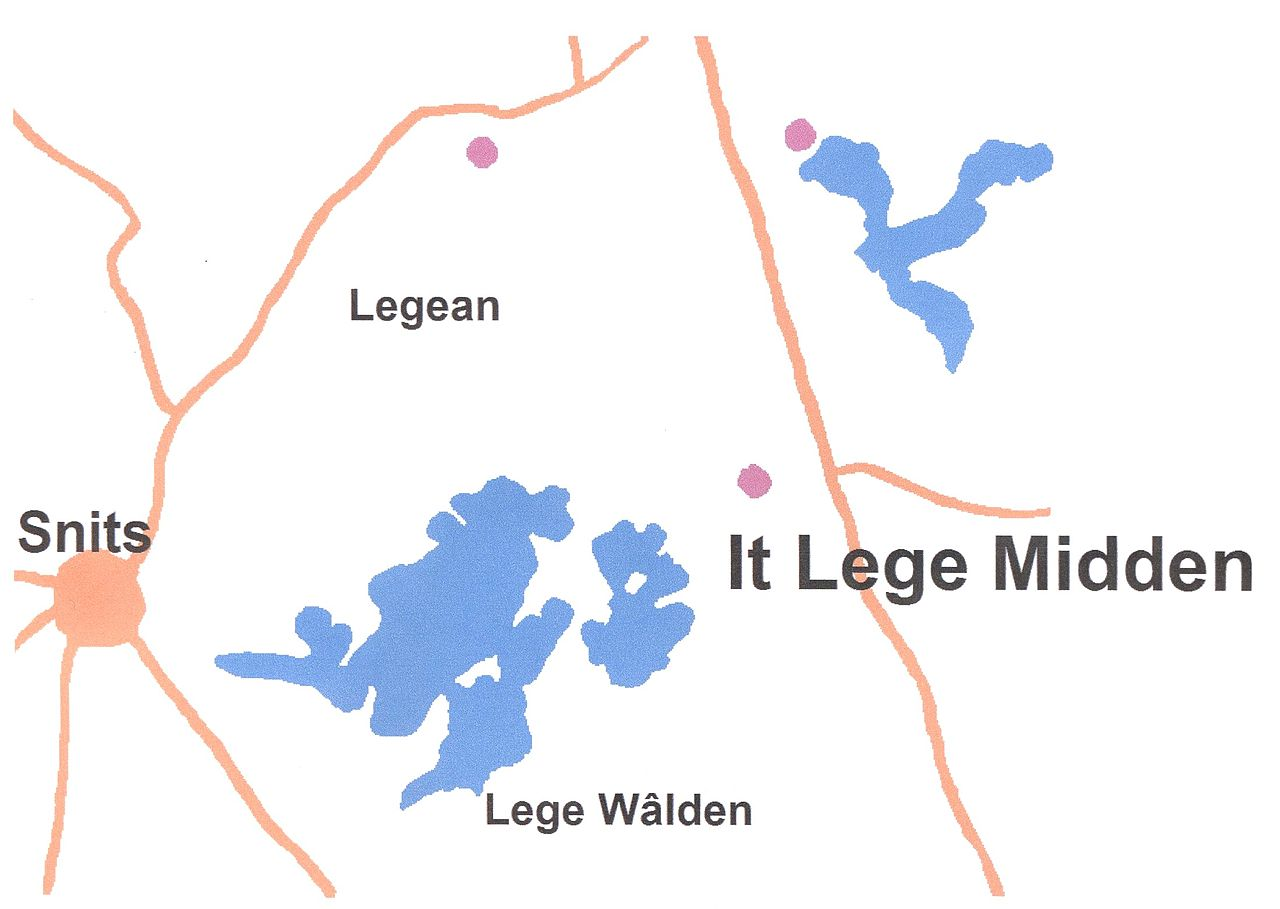
Het Lage Midden

Het Lage Midden (Fries: It Lege Midden) is de naam van een laaggelegen deel van Friesland. Het gebied beslaat grofweg de vroegere gemeente Boornsterhem en het zuidelijke deel van de gemeente Leeuwarden. Het gebied wordt ook weleens groter getrokken, dan wordt het gebied tussen Dokkum en Stavoren tot het Lage Midden gerekend. In dit gebied ligt een groot deel van de Friese meren. Het Lage Midden is een veengebied dat zich uitstrekt van de zandgronden in het oosten tot aan de kleigrond in het westen. Het Prinses Margrietkanaal loopt door het gebied. In het westen liggen de kleigronden van de vroegere Middelzee, in het oosten liggen de veenpolders en de zandgronden.
Het gebied was lange tijd moerassig. Sinds ongeveer 1000 voor Christus bereikte het water door de opkomende zeespiegel het Lage Midden. Aan het begin van de jaartelling kwamen de eerste mensen in het gebied wonen, maar zij moesten rond 300 weer vertrekken doordat de zee verder opkwam. Het lage, moerassige gebied was slechts doorwaadbaar over een zandrug, de Grevinnedyk. Maar in de 10e eeuw werd het gebied door de mens geschikt gemaakt om te gebruiken voor hooiland. Tot ver in de 19e eeuw stond het land iedere winter onder water, waardoor in de loop der tijd blauwgraslanden ontstonden.
Rond 1700 werd een begin gemaakt met de winning van veen in het gebied. Tot die tijd werd dat enkel voor eigen gebruik gedaan. Daar waar op andere plaatsen het veen zo gestoken kon worden moest het hier gebaggerd worden. In plaats van veen bleef er water over, petgaten genoemd. De bagger werd te drogen gelegd, wat overbleef waren korte turven. 
Uit deze veenwinning is het natuurgebied De Oude Venen ontstaan. Anno begin 21ste eeuw wordt er veel geboerd op het land. Ook watersporttoerisme is van belang voor de economie.